# Aribert Rothenberger
Aribert Rothenberger (* 21. November 1944 in Wörrstadt) ist ein deutscher Kinder- und Jugendpsychiater.

## Leben
Rothenberger studierte von 1966 bis 1971 Medizin an der Universität Mainz, wo er 1972 promovierte. Von 1972 bis 1983 arbeitete er in der Kinder- und Jugendpsychiatrie, Psychiatrie und Neurologie der Universität-Gesamthochschule Essen und der Universität Ulm; im Zuge dessen wurde er 1980 zum Nervenarzt anerkannt und 1982 als Arzt in der Kinder- und Jugendpsychiatrie.
Von 1983 bis 1994 war er an der Kinder- und Jugendpsychiatrischen Klinik am Zentralinstitut für Seelische Gesundheit in Mannheim tätig, wo er 1985 im Fach Kinder- und Jugendpsychiatrie an der Universität Heidelberg promovierte und 1987 zum Professor ernannt wurde. Ebenfalls erlangte er dort 1992 bzw. 1994 die Anerkennung als Psychotherapeut und Supervisor in der Verhaltenstherapie.
Von 1994 bis 2016 war er Direktor der Klinik und Poliklinik für Kinder- und Jugendpsychiatrie der Universität Göttingen.

## Wirken
Er engagiert sich in mehreren Gruppen zum Tourette-Syndrom und Autismus, ist Ehrenvorsitzender und Mitglied des Wissenschaftlichen Beirates der Tourette-Gesellschaft Deutschland e. V. (TGD). In der Auseinandersetzung mit Gerald Hüther zur Wirkung von Methylphenidat bei langandauernder Anwendung und dessen Empfehlung zur Psychoanalyse distanzierte sich Rothenberger von Hüthers Ansichten über die Aufmerksamkeitsdefizit-/Hyperaktivitätsstörung.

## Auszeichnungen
Rothenberger erhielt in Würdigung seiner Leistungen in der Forschung auf dem Gebiet der Aufmerksamkeitsdefizit-/Hyperaktivitätsstörung 2010 den Saarländischen ADHS-Forschungspreis.